# Manzanares (kommun)
Manzanares är en kommun i Colombia.   Den ligger i departementet Caldas, i den centrala delen av landet, 140 km nordväst om huvudstaden Bogotá. Antalet invånare är 25 104. Arean är 210 kvadratkilometer.
Terrängen i Manzanares är bergig åt sydväst, men åt nordost är den kuperad.